# Julio Aliaga
Julio Aliaga Wong (Lima, Provincia de Lima, Perú, 26 de julio de 1989) es un futbolista peruano. Juega como guardameta y su equipo actual es Universidad San Martín  de la Liga 2 de Perú. Tiene 35 años.

## Trayectoria
Debutó con el Sporting Cristal el año 2008 siendo el suplente del ídolo de ese entonces Erick Delgado y peleando la suplencia con Manuel Heredia, el 2009 fue prestado al Coronel Bolognesi por toda la temporada temporada 2009, ese mismo año descendió de categoría. El 2010 regresó al cuadro bajopontino donde jugó al lado del portero peruano José Carvallo (quien fue mundialista en la Copa Mundial de Fútbol de 2018) y de Erick Delgado.
En el 2012 llega al León de Huánuco en busca de mayores oportunidades, en su primer año en el equipo fue suplente de Juan Flores quien fue el titular indiscutible. Participó también en la Copa Sudamericana 2012. 
Llegó en el 2014 a Los Caimanes, siendo habitual suplente de Fernando Martinuzzi, ese año atajó solo en 4 partidos debido al gran momento del argentino, a final de temporada descendió de categoría.En el 2015 salió subcampeón de la Segunda División Peruana con Los Caimanes siendo titular en casi todos los partidos.
En el 2016 llegó a Deportivo Municipal, sin embargo, no pudo ser habitual titular debido al gran momento de Erick Delgado y luego en el 2018 la llegada de Carlos Cáceda en total en sus 3 años en el club edil llegó a disputar un total un total de 14 partidos.
En el 2019 llegó al Santos F.C. que había ascendido a la Liga 2 mediante la Copa Perú 2018.

## Selección nacional
Ha sido internacional con la selección de fútbol del Perú, con la que disputó el Campeonato Sudamericano Sub-20 de 2009 en Venezuela siendo el suplente de Eder Hermoza.

## Clubes
| Club                   | País | Año         |
| ---------------------- | ---- | ----------- |
| Sporting Cristal       | Perú | 2008        |
| Coronel Bolognesi      | Perú | 2009        |
| Sporting Cristal       | Perú | 2010 - 2011 |
| León de Huánuco        | Perú | 2012 - 2013 |
| Los Caimanes           | Perú | 2014 - 2015 |
| Deportivo Municipal    | Perú | 2016 - 2018 |
| Santos de Nazca        | Perú | 2019 - 2020 |
| Comerciantes Unidos    | Perú | 2021        |
| Carlos Stein           | Perú | 2023        |
| Santos de Nazca        | Perú | 2024        |
| Universidad San Martín | Perú | 2025 -      |

## Palmarés

### Distinciones individuales
| Distinción                              | Año  |
| --------------------------------------- | ---- |
| Mejor once de la Liga 2 según la SAFAP  | 2019 |
| Nominado a arquero del año de la Liga 2 | 2019 |